# Franz Auweck
Franz Auweck (* 7. August 1884 in München; † 2. April 1964 ebenda) war ein bayerischer Politiker der KPD und der SPD.

## Leben
Auweck machte einen Realschulabschluss und besuchte bis 1905 das katholische Lehrerseminar in Freising. Anschließend war er als Hilfslehrer an Schulen in Schröding, Gilching und München tätig. Ab 1913 fand er eine Anstellung als Lehrer.
Von 1917 bis 1918 war er als Kanonier Soldat im Ersten Weltkrieg. 1919 wurde er Mitglied der USPD, auf deren Liste er für den Bayerischen Landtag kandidierte. Wegen „Aufreizung zum Klassenhass und der Aufforderung zum Hochverrat“ wurde er 1920 angeklagt, das Gerichtsverfahren endete aber mit einem Freispruch. Im selben Jahr noch wechselte er von der USPD zur KPD und 1921 zur SPD.
1922 rückte er auf der USPD-Liste nach und wurde Abgeordneter des Bayerischen Landtags. Am 20. Dezember 1923 verlor er seine Wählbarkeit zum Landtag, weil er nach Weimar umzog. Sein Nachfolger im Landtag wurde Josef Zäuner.
Am 1. Oktober 1922 wurde er als Volksschullehrer in Weimar angestellt und am 10. April 1923 mit Rückwirkung zum 1. Oktober 1922 aus dem bayerischen Schuldienst entlassen. Neben dem Schuldienst absolvierte er eine dreijährige Ausbildung als Tischler und legte die Gesellenprüfung ab. 1925 gründete er eine private Berufsmittelschule in Thüringen, die 1926 staatlich anerkannt wurde. 1933 wurde er aus dem thüringischen Schuldienst entlassen. Bis 1943 arbeitete er in einem Tabakladen. 1945 wurde er kommissarischer Leiter einer Volksschule in München.

## Ehrungen
- In München wurde die Städtische Franz-Auweck-Abendschule nach ihm benannt.[1]